# Gobernación de Derbent
La gobernación de Derbent (en ruso: Дербентская губерния) fue una gubernia del Imperio en ruso: Дербентская губерния de corta duración, existente entre 1846 y 1860. 
Fue establecido por el decreto del 14 de diciembre de 1846 del zar Nicolás I de Rusia. De acuerdo con los "Controles en la Administración del Óblast de Daguestán" (Положением об управлении Дагестанской областью, 5 de abril de 1860), la gobernación de Derbent fue abolida, y la mayoría de su área se convirtió en parte de la óblast de Daguestán.